# Grand Falls-Windsor
Grand Falls-Windsor ist eine Kleinstadt (Town) auf der Insel Neufundland in der Provinz Neufundland und Labrador. Die Stadt, die 1991 durch die Zusammenlegung der beiden Gemeinden Windsor (nördlich des Trans-Canada Highways) und Grand Falls (südlich des Trans-Canada Highways) entstand, liegt am Exploits River. Wichtigste Wirtschaftszweige sind Forstwirtschaft und Papierindustrie. Die Stadt ist umgeben von einer Wildnis mit Elchen, Karibus, Schwarzbären und Füchsen. Die im Exploits River lebenden Lachse ziehen Menschen aus aller Welt an.

## Demographie
Der Zensus im Jahr 2016 ergab für die Gemeinde eine Bevölkerungszahl von 14.171. Bei den vorangegangenen Zensus 2006 und 2011 betrug die Einwohnerzahl 13.558 bzw. 13.725. Somit nahm in den letzten Jahren die Bevölkerung leicht zu.

## Sehenswertes

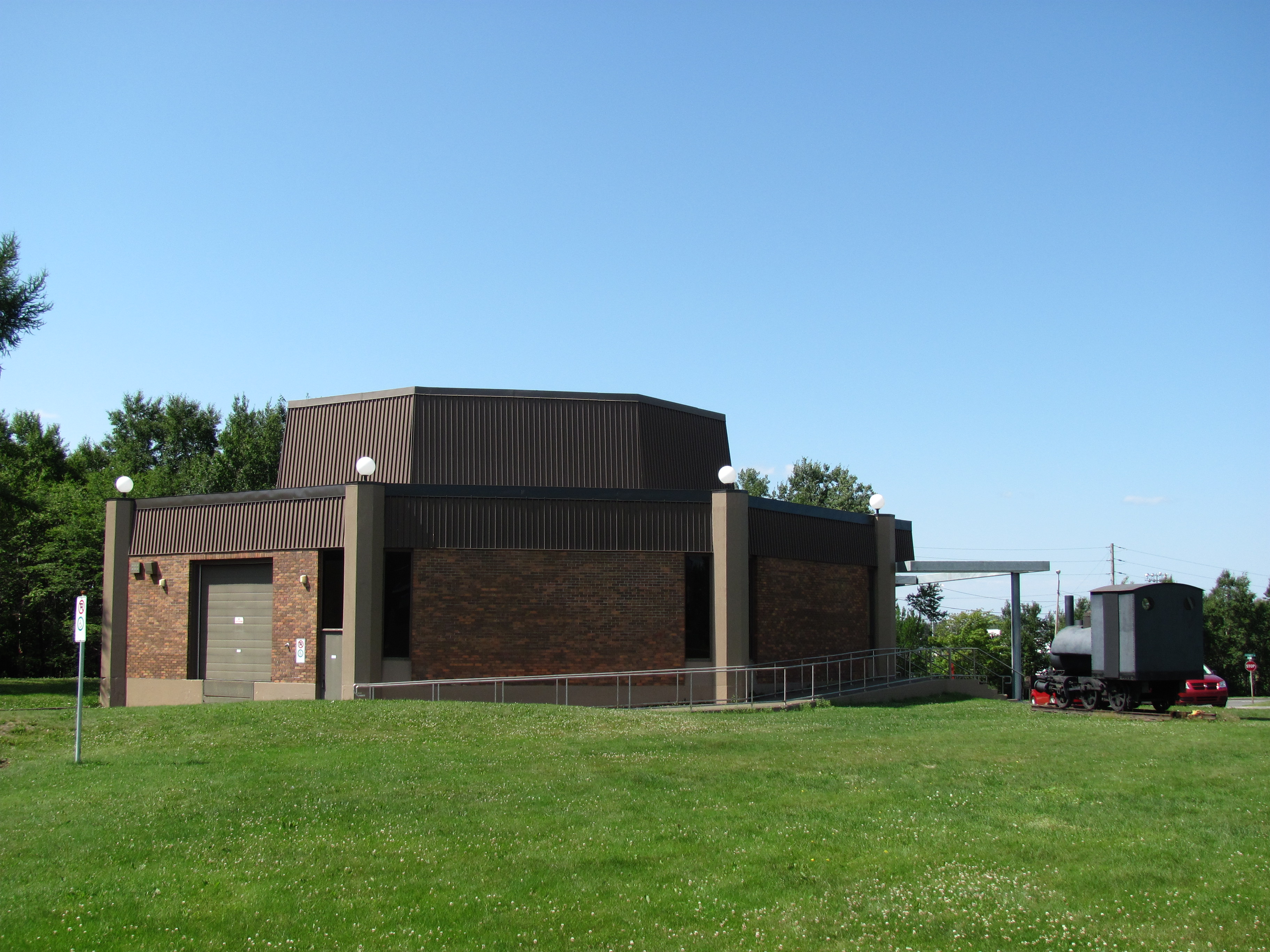
Mary March Provincial Museum

Das Museum Mary March Provincial Museum in Grand Falls, 24 Catherine St., befasst sich u. a. mit der Geologie, Geschichte und Industrialisierung der Region. Bekannt ist es jedoch in erster Linie wegen seiner Exponate, die die Kultur der Beothuk veranschaulichen. Benannt ist das Museum nach einer der letzten Angehörigen dieses Stammes, die Demasduit hieß und von den weißen Siedlern Mary March genannt wurde.
Vor dem Museum wurde eine Lokomotive der 1898 fertiggestellten und 1988 stillgelegten Eisenbahnlinie Newfoundland Railway aufgestellt.
Ebenfalls besuchenswert ist das Salmonid Interpretation Centre an den Wasserfällen des Exploit Rivers, denen der Ort Grand Falls seinen Namen verdankt. Hier werden die Lebensgewohnheiten der Lachse, die von hier aus besonders gut zu beobachten sind, erläutert.

## Söhne und Töchter der Stadt
- Gordon Pinsent, Schauspieler (1930–2023)
- Dave Pichette, Eishockeyspieler (* 1960)